# بروتين حديدي-كبريتي

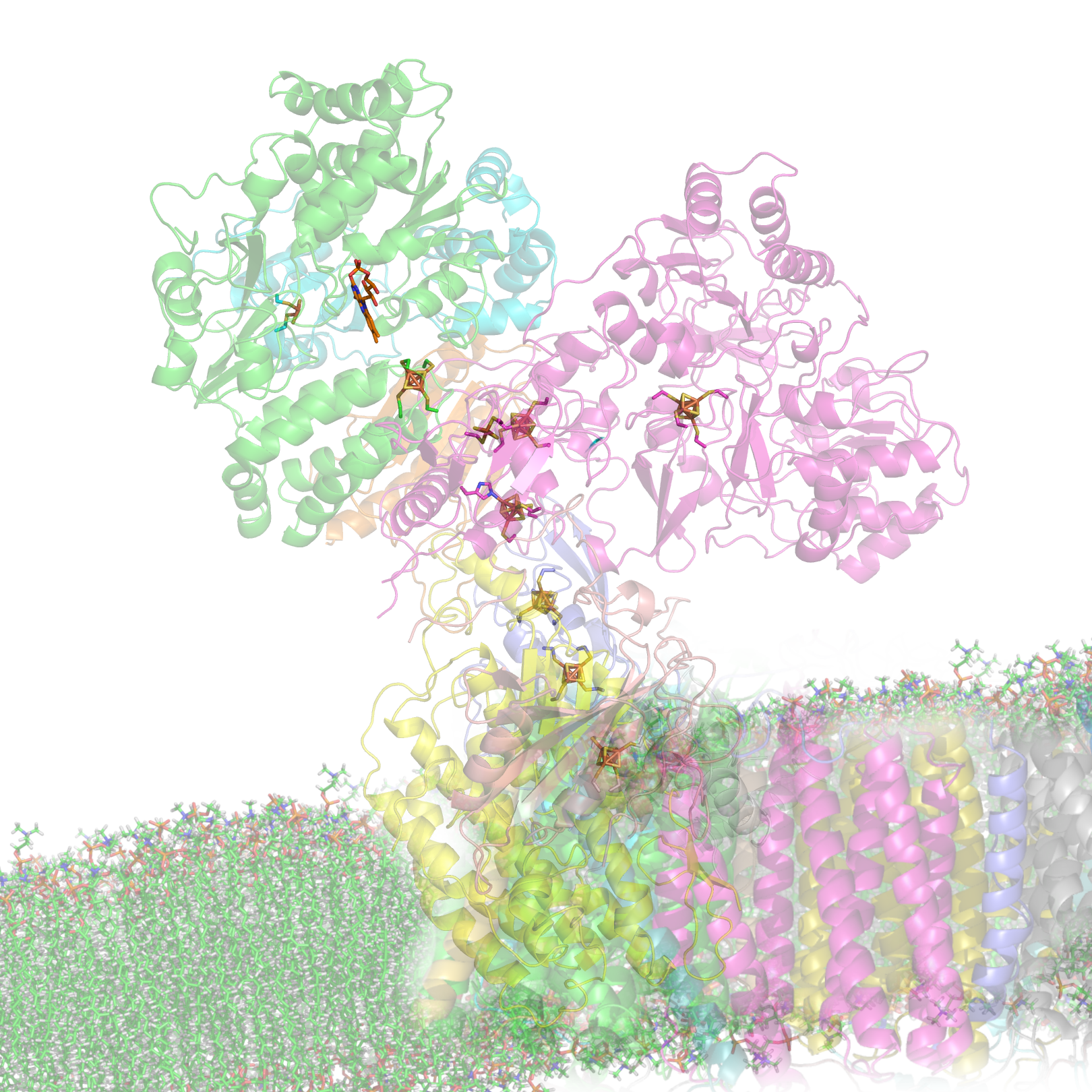

البروتينات الحديدية-الكبريتية هي بروتينات تتميز بوجود تجمعات حديد-كبريت عنقودية في تركيبها، التي تتميز بوجود روابط كبريتيدية تربط بين مراكز أيونية مختلفة في حالات الأكسدة. توجد هذه البروتينات في عدد من البروتينات الفلزية مثل فيريدوكسين Ferredoxin ونازعة هيدروجين NADH ‏ NADH dehydrogenase والهيدروجيناز ومختزلة مرافق الإنزيم Q - سيتوكروم c ونازعة هيدروجين السكسينات والنتروجيناز.
تلعب هذه البروتينات دوراً محورياً مهماً في تفاعلات أكسدة-اختزال الحيوية مثل الفسفرة التأكسدية؛وهي توجد في المسارات الاستقلابية في أغلب الكائنات الحية، لذلك فهي تشكل ركن أساسي في فرضية عالم الحديد والكبريت عن أصل الحياة. تكون الربيطات الطرفية في أغلب البروتينات الحديدية-الكبريتية على شكل ثيولات، مع وجود بعض الاستثناءات.